# Thomas Ertl (Informatiker)

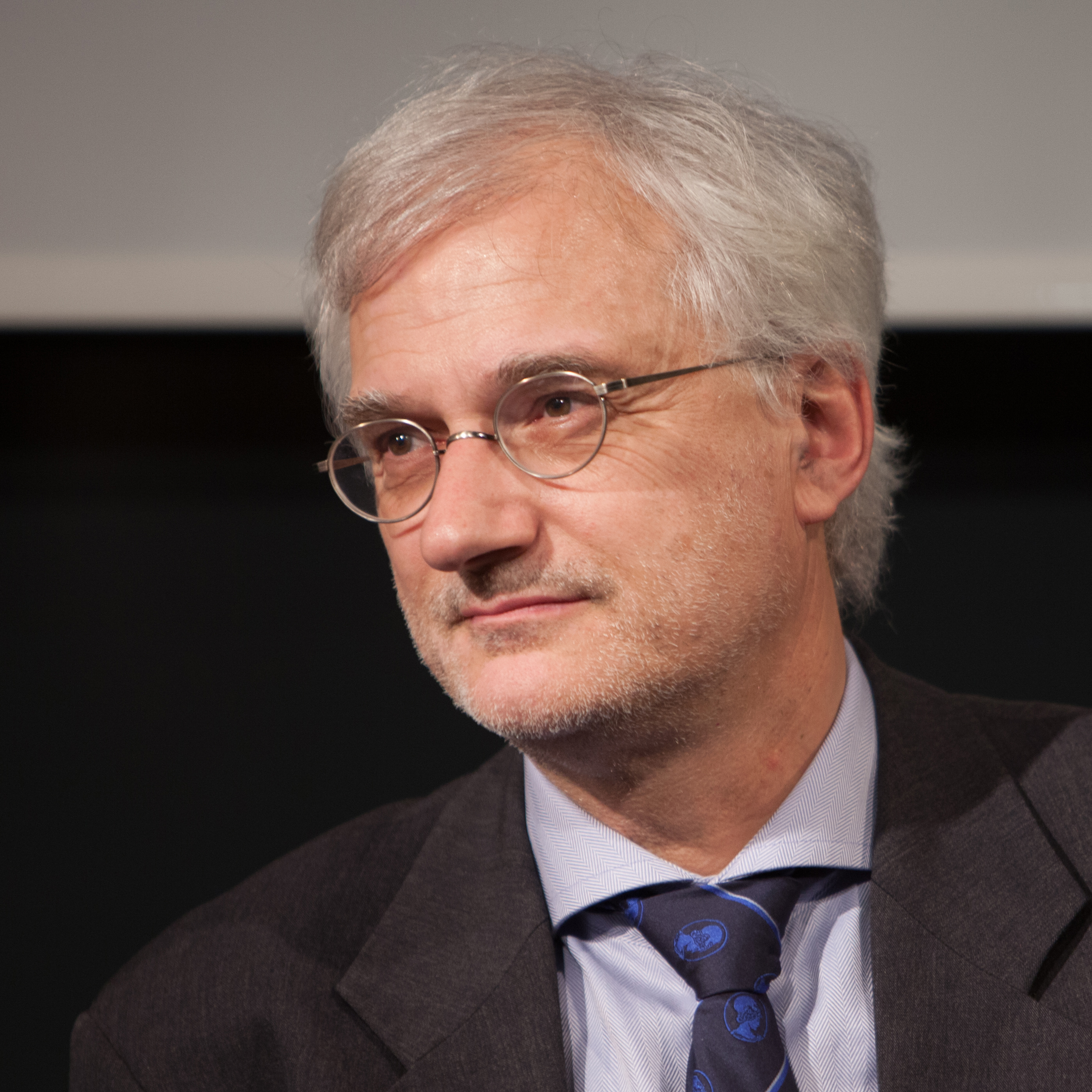
Thomas Ertl 2015

Thomas Ertl (* 24. Juli 1957 in Bamberg, Deutschland) ist ein deutscher Informatiker und seit 1999 Professor für Praktische Informatik an der Universität Stuttgart, wo er das Institut für Visualisierung und Interaktive Systeme (VIS) und das Visualisierungsinstitut der Universität (VISUS) leitet.  

## Leben
Ertl studierte Physik und Informatik an der Friedrich-Alexander-Universität Erlangen-Nürnberg, erwarb einen Master of Science in Computer Science von der University of Colorado Boulder und promovierte in Theoretischer Astrophysik an der Eberhard Karls Universität Tübingen. Seine Forschungsinteressen liegen in den Bereichen Visualisierung, Computergraphik und Mensch-Computer-Interaktion, insbesondere Volumen-, Strömungs- und Partikelvisualisierung, hierarchische Datenstrukturen und adaptive Verfahren, parallele und Hardware-beschleunigte Algorithmen, Graphik im Web und für mobile Geräte, visuelle Analyse von Texten und Sozialen Medien, sowie Benutzungsschnittstellen und Assistenzsysteme für Blinde. 
Thomas Ertl ist verheiratet und hat zwei Kinder.

## Wissenschaftliche Aktivitäten
Thomas Ertl ist Koautor von über 400 referierten Veröffentlichungen und aktives Mitglied in Programmkomitees vieler internationaler Graphik- und Visualisierungstagungen. Er fungierte von 2007 bis 2010 als Hauptherausgeber von IEEE Transactions on Visualization and Computer Graphics und 2011 und 2012 als Präsident der Eurographics Association. 
Er ist stellvertretender Koordinator des Exzellenzclusters Simulation Technology und Mitglied des DFG-Fachkollegiums Informatik. Von 2013 bis 2015 war er Dekan der Fakultät Informatik, Elektrotechnik und Informationstechnik an der Universität Stuttgart, von 2015 bis 2018 Prorektor für Forschung und wissenschaftlichen Nachwuchs und seit 2019 Direktor des Exzellenzcluster Daten-integrierte Simulationswissenschaft. Im Oktober 2019 wurde er in die neu gegründete IEEE VGTC VIS Academy aufgenommen. Neben vielen weiteren Beratungsfunktionen ist er auch Mitglied des Scientific Advisory Boards des VRVis-Zentrums für Virtual Reality und Visualisierung in Wien.

## Preise und Ehrungen
- 2006 Outstanding Technical Contribution Award der Eurographics Association
- 2006 Technical Achievement Award des IEEE Computer Society Visualization and Graphics Technical Committee
- 2007 Wahl zum ordentlichen Mitglied der Heidelberger Akademie der Wissenschaften
- 2010 Outstanding Service Award der IEEE Computer Society
- 2011 Ehrendoktorwürde der Technischen Universität Wien
- 2014 Ehrendoktorwürde der Otto-von-Guericke-Universität Magdeburg
- 2016 Distinguished Career Award der Eurographics Association
- 2019 Visualization Career Award des IEEE Technical Committee on Visualization and Graphics (VGTC)